# 中央商場 (上海)

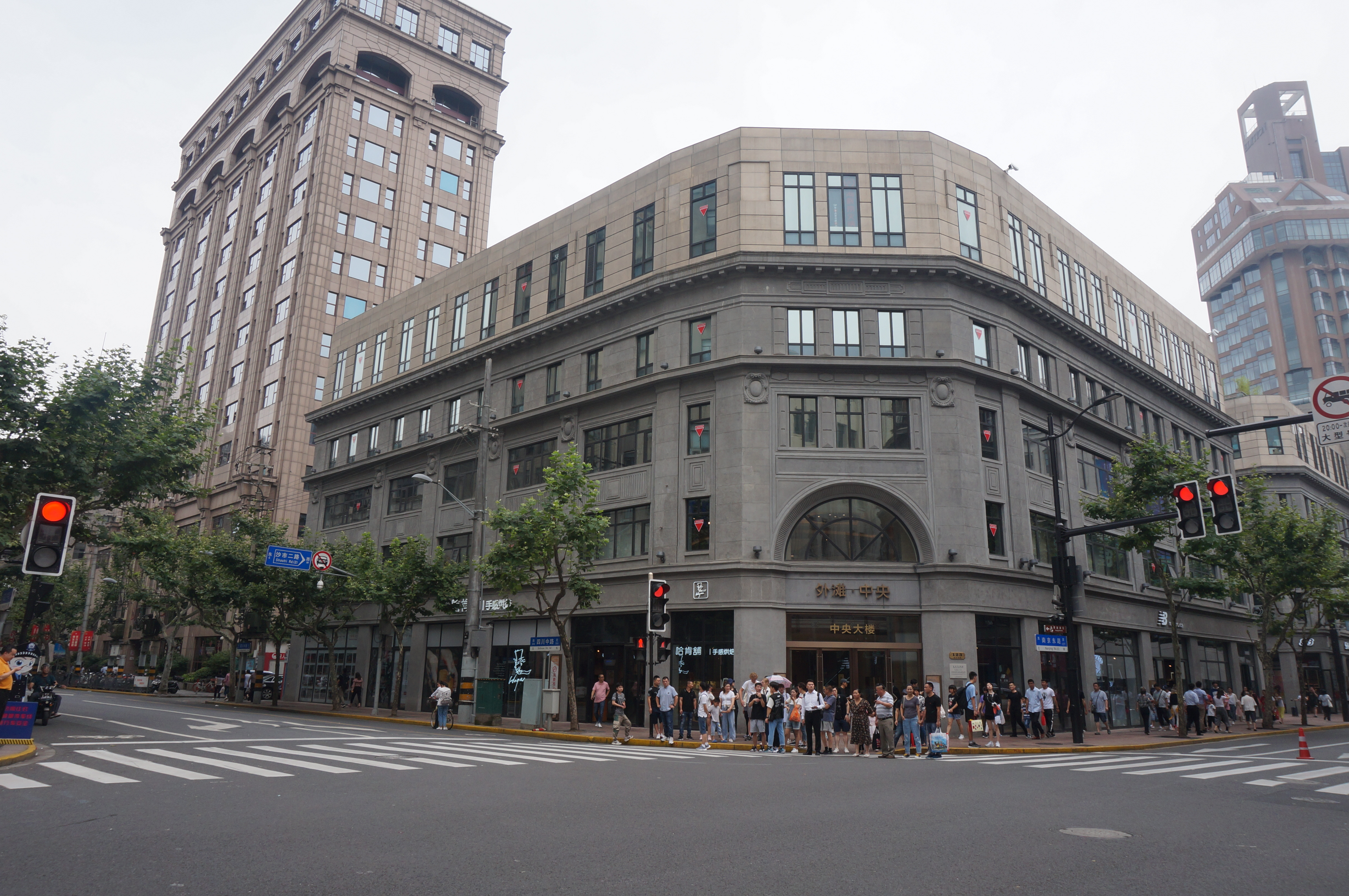

中央商場，是上海市黃浦區的一個商業設施。 中央商場開設於1945年，得名於附近的中央路（現名為沙市一路）。 1950年代後，中央商場實施公私合營，並於1966年更名為人民商場。 1978年，中央商場恢復舊名。 2021年10月25日，中央商場經過改建後重新開業 。